# Parachernes withi
Parachernes withi (Beier, 1967), es una especie de arácnido del orden Pseudoscorpionida de la familia Chernetidae.

## Distribución geográfica
Se encuentra en Brasil.